# 泉貴子 (キャスター)
泉 貴子（いずみ たかこ、1977年8月15日 - ）は、フリーのキャスター、リポーター。元TBSラジオ所属のリポーター。東京都葛飾区柴又出身。

## 過去の出演番組
- TBS954情報キャスター（2000年10月[1]-2009年3月）
- 交通情報（千葉県警交通キャスター）
- 土曜ワイドラジオTOKYO 永六輔その新世界 （「乙女探検隊が行く」｢乙女の笑顔でお邪魔します｣のコーナー担当）
- 森本毅郎・スタンバイ! （「現場にアタック!」の月曜・木曜コーナー担当）
- 毒蝮三太夫のミュージックプレゼント（アシスタント）

毒蝮三太夫には柴又出身ということから「トラ」と呼ばれていた。

## その他
Webマガジン「B-plus」インタビュー担当
- 上原浩治のTrust Pitch
- 建山義紀の「ココだけの話」

## エピソード
- フェンシングの腕前は東京都第4位。[要出典]
- 読売ジャイアンツの大ファンである。